# 初島
初島（はつしま）は、静岡県熱海市に属する島である。古い文献などでは波島（はしま）、端島（はしま）、波津幾島（はつきしま）との表記もある。

## 地理

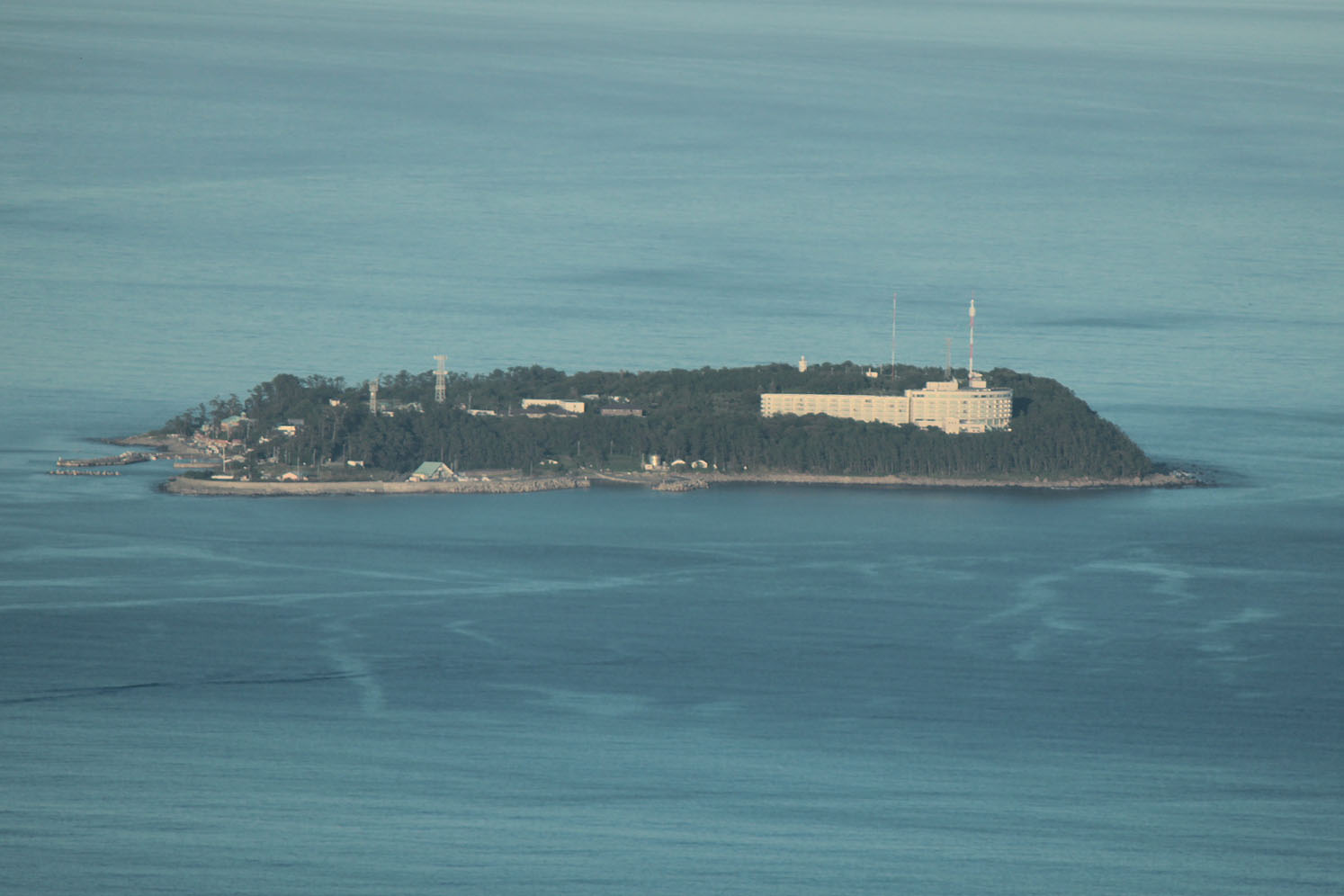
西北西から望む。

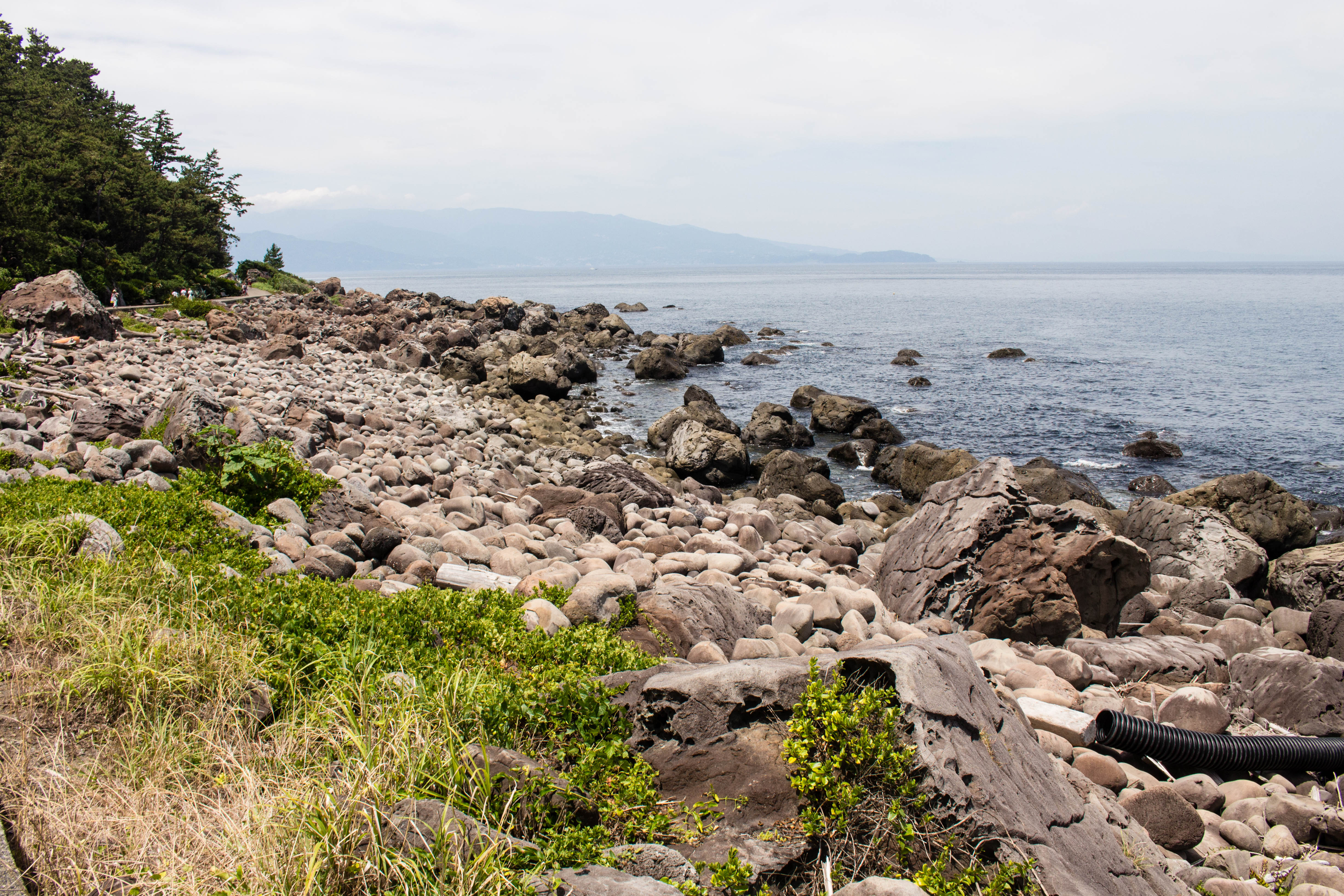
初島の海岸。島の周囲はこのようなゴロタ浜である。

伊豆半島東方沖の相模灘に位置しており、熱海市の本土から南東に約10キロメートルの海上にあるため、静岡県の最東端でもある。
2018年（平成30年）時点での人口は193人、114世帯である。住民のほとんどは島の北部に位置する宮の前地区に居住している。 
火山島が活動を終え、浸食されて海中に没し、その後に隆起してできた島と考えられている 。最高地点が33.5 ｍ（三角点）と平坦で、これは波によって削られた海底の平坦面が隆起したことによる。島内には数段の隆起段丘があり。1923年の関東地震では1.8-2 m隆起し、これが最新の隆起となる。

## 歴史

### 近代以前
島内から縄文時代の遺跡が発見されており、古くから人の居住があったと考えられている。
島に関連する伝説（神話）としては、三宅島の壬生家『三宅記（三島大明神縁起）』に伝わる三島大明神（三嶋大社）系の「島生み」神話と、地元の初木神社と伊豆山神社の起源に関わる「初木姫」神話などがある。
初木神社は元来、地理的に近い網代の阿治古神社の高杉家が神主を兼ねていて、当家には鎌倉時代以前の作と推定される初木神社の御正体（懸仏）も伝わっているが、現在は神話による繋がりが深い伊豆山神社によって神事が行われている。
鎌倉時代には源実朝が二所詣で伊豆山神社に至る途中に「箱根路を わが越えくれば 伊豆の海や 沖の小島に 波の寄る見ゆ」と詠んでおり（金槐和歌集）、風光明媚で知られていたことが窺える。
明らかな記録では南北朝時代の観応2年（1351年）に18戸の家があった。
古くから島の産業は漁業と農業で、現存する記録では天明2年（1782年）に江戸の魚市場に魚を売った記録帳がある。江戸時代から島内の戸数は41戸前後で天保元年（1830年）に41戸との記録があり、この戸数が現在まで続いている。島内の耕作地や生活用水が限られることから次男以下は島を出て、男子がいない場合は婿を取り、41戸と一定の人口を維持するという慣習があった。島内に由来がある家系ではこの慣習が受け継がれてきたが、1980年代以降では長男以外のものが後継ぎになる例もある。島の生活は共同体であり、耕作地や漁獲は等分に分けられていたという。
江戸時代中期以降は熱海が温泉場として発展したが、初島は長らく沖の小島として旧来の姿を守っていたと考えられている。幕末の混乱期には一時期伊庭八郎が匿われたとの資料がある。

### 近代以降
明治に入り1881年（明治14年）に熱海までの県道が通じ、温泉場として発展するとともに、初島にも徐々に開明の波が及び1886年（明治19年）10月には熱海尋常小学校初島分教場が開校している。
1913年（大正2年）1月24日に幼少の昭和天皇が校外学習で海軍の水雷艇で来島し植物採集をしている。
1921年（大正10年）1月には与謝野晶子が島を訪れ、『初島紀行』という作品を書いた。その文中から未だ初島は「観光地」とは認識されておらず、古くからの集落によそ者が訪れるという趣であったことが窺える。（具体的記述は注釈参照）

1923年（大正12年）の関東大震災では島が隆起し、島内の家屋が損害を受けたとの記録がある。
1925年（大正14年）には東海道本線が熱海まで開通し、さらに1934年（昭和9年）に丹那トンネルが開通すると熱海は一大観光地となり、初島への遊覧も増加していった。
1959年（昭和34年）3月25日、初島灯台設置。
1964年（昭和39年）の東海道新幹線の開通とともに、富士急がインフラを整備するとともに「初島バケーションランド」を開業し、観光が一層盛んとなった。
1980年（昭和55年）、簡易水道の海底送水管が整備され、熱海市宮川浄水場から最大日量1,000立方メートルの送水が可能となった。
1993年（平成5年）8月に「初島クラブ」開業、2000年（平成12年）にリゾートトラストが「エクシブ初島クラブ」として事業継承。
1997年（平成9年）3月、初島小中学校が新校舎のログハウスへ移転。7月にはペルーのアルベルト・フジモリ大統領、橋本龍太郎首相が来校。
2006年（平成18年）、「初島バケーションランド」が「初島アイランドリゾート」としてリニューアル（2019年4月より「PICA初島」に改称）。
2007年（平成19年）3月28日、初島灯台を参観灯台として一般公開開始。
2020年（令和2年）4月7日、初島港の定期船待合施設「シマテラス初島」開所。

## 観光施設・レジャー等

### リゾート開発

#### PICA初島

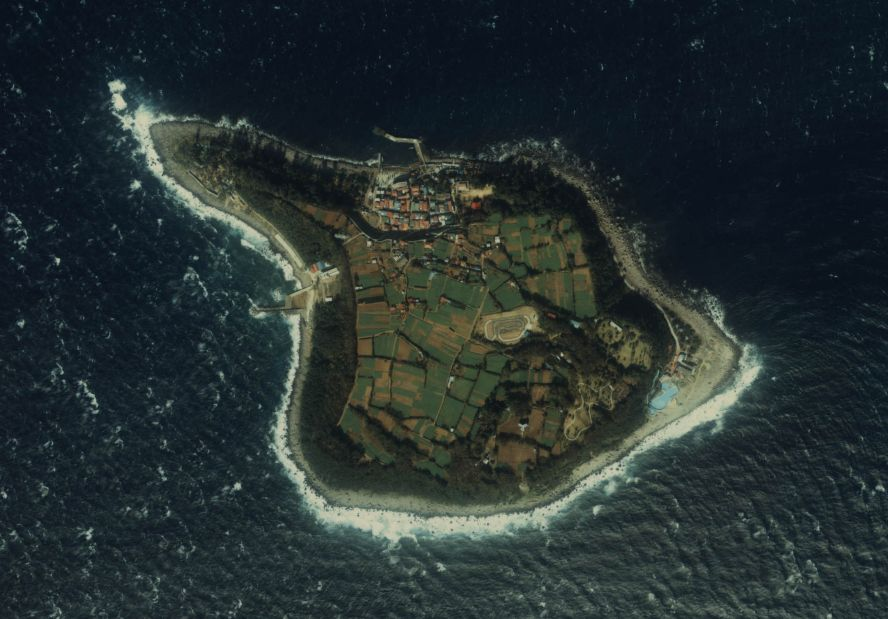
初島クラブ開発前の初島（1983年）

1964年に富士急が「初島バケーションランド」をオープンした（トロピカルガーデン、ゴーカートコース、ハワイアンプール）。高度成長期のレジャーブームで東京から日帰りで行ける島として人気を呼び、ピーク時には年間15万人の来場者があった。近年は施設の老朽化もあり集客力が落ちていたことから、2006年（平成18年）に「初島アイランドリゾート」に改名のうえ全面改装し、プールやスパ、キャンプサイトを備えたアジアのビーチリゾートをイメージした施設となった。2019年4月よりPICAリゾートのブランド統一により現名称。面積は7万3000m2。

#### 初島クラブ

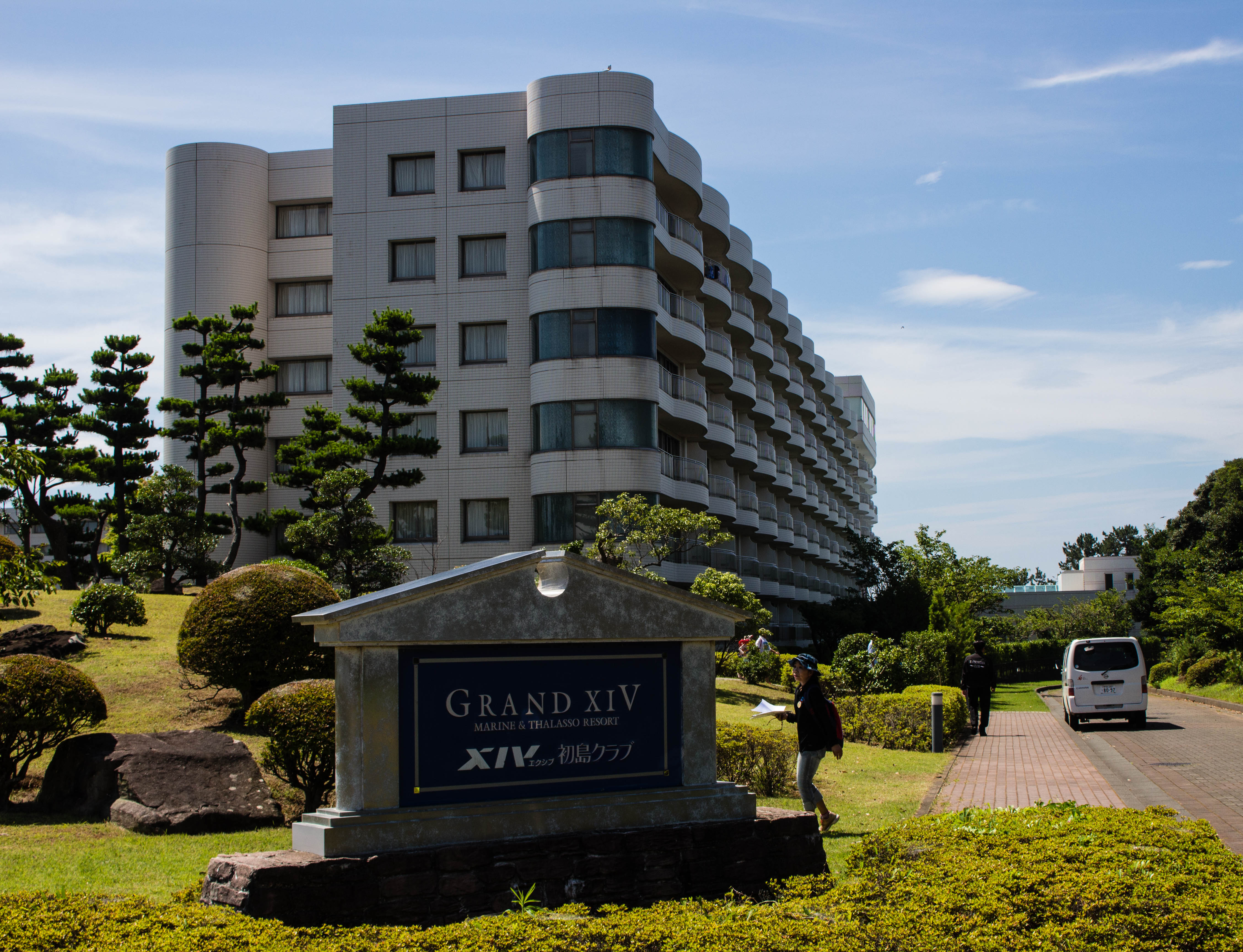
エクシブ初島クラブ
L字型の建物のため、写真の部分の3倍程度の規模がある。

1989年（平成元年）にバブル景気から空前のリゾートブームとなり、不動産・リゾート開発会社の日本海洋計画が「初島クラブ」というリゾート施設を建設する計画をたてた。それまでにも開発計画や土地買収の話が相次ぎ、1945年（昭和20年）には島に住む41戸全てが「島外の資本には土地を売らない」という誓約書を取り交わしていたが、「初島クラブ」の計画は島民が初島区事業協同組合を設立して10%を出資し、役員になり土地は賃貸するというものであったため、開発が実現することとなった。日本海洋計画にはサントリー、富士急、トヨタ、日本長期信用銀行、フジケンコーも出資していた。
1993年（平成5年）8月に施設はオープンしたが、バブル経済崩壊の影響からリゾート会員募集が順調に進まずに、当初から苦しい経営となった。1998年（平成10年）度には売上高は目標額の3分の2となり、ついに経営が行き詰まり、1999年（平成11年）4月26日に会社更生法の適用を申請し倒産した。その後、リゾートトラストの支援の下、新会社の「リゾートトラスト初島」となり、施設の名称も「エクシブ初島クラブ」と変更され営業を続けている。
初島クラブの倒産は日本長期信用銀行の破綻に大きな影響を与えたとされ、後に出資・融資を推進した取締役が告訴されている。

### 観光施設等

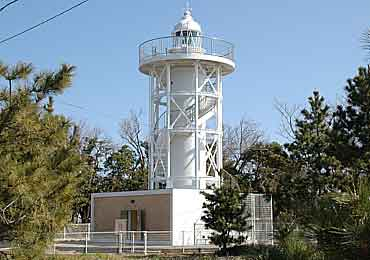
初島灯台

- シマテラス初島 - 定期船待合施設。2階建。物販、ATM、展望テラス等も。
- 漁師食堂街
  - さかや
  - 大西
  - 力丸
  - はしもとや
  - うえの
  - 鈴木丸
  - 木村屋
  - みやした
  - 中石亭
  - 白扇
  - めがね丸
  - 田中屋
  - HATSUSHIMA STORE ＆ CAFE（土産+飲食）
  - なかの
  - 坂下
  - すみ
- 初島漁協スーパーマーケット
- PICA初島
  - Terrace Restaurant ENAK
  - SARUTOBI（サルトビ）
  - VOTAN（ボウタン）
  - 海泉浴「島の湯」
  - アジアンガーデンR-Asia
- 初木神社 - 伊豆山神社の境外社。毎年7月に例大祭があり鹿島踊りが披露される。
- 竜神宮 - 地元漁師の信仰を集める社、4月に例大祭[6]。
- 初島灯台 - 1959年（昭和34年）3月設置、2007年（平成19年）3月28日より参観灯台として一般公開を開始、灯台資料館も併設。
- （初島海洋資料館 - 1984年開館、2020年閉館[11]。）

### レジャー
- ダイビング[注釈 3]
  - ウミガメやサメなどに遭遇する場合もあり、時にはクジラ[12]（とくにマッコウクジラ[13]）やイルカが見られることもある[注釈 4][14][15]。
- 釣り
- ヨット[注釈 5]
- 岩場が多く海水浴には向かない。

### 宿泊施設
- エクシブ初島（会員制リゾートクラブ）
- 民宿（29軒）
- PICA初島
  - アイランドヴィラ
  - アジアンリゾートヴィラ

## 行政・インフラ等

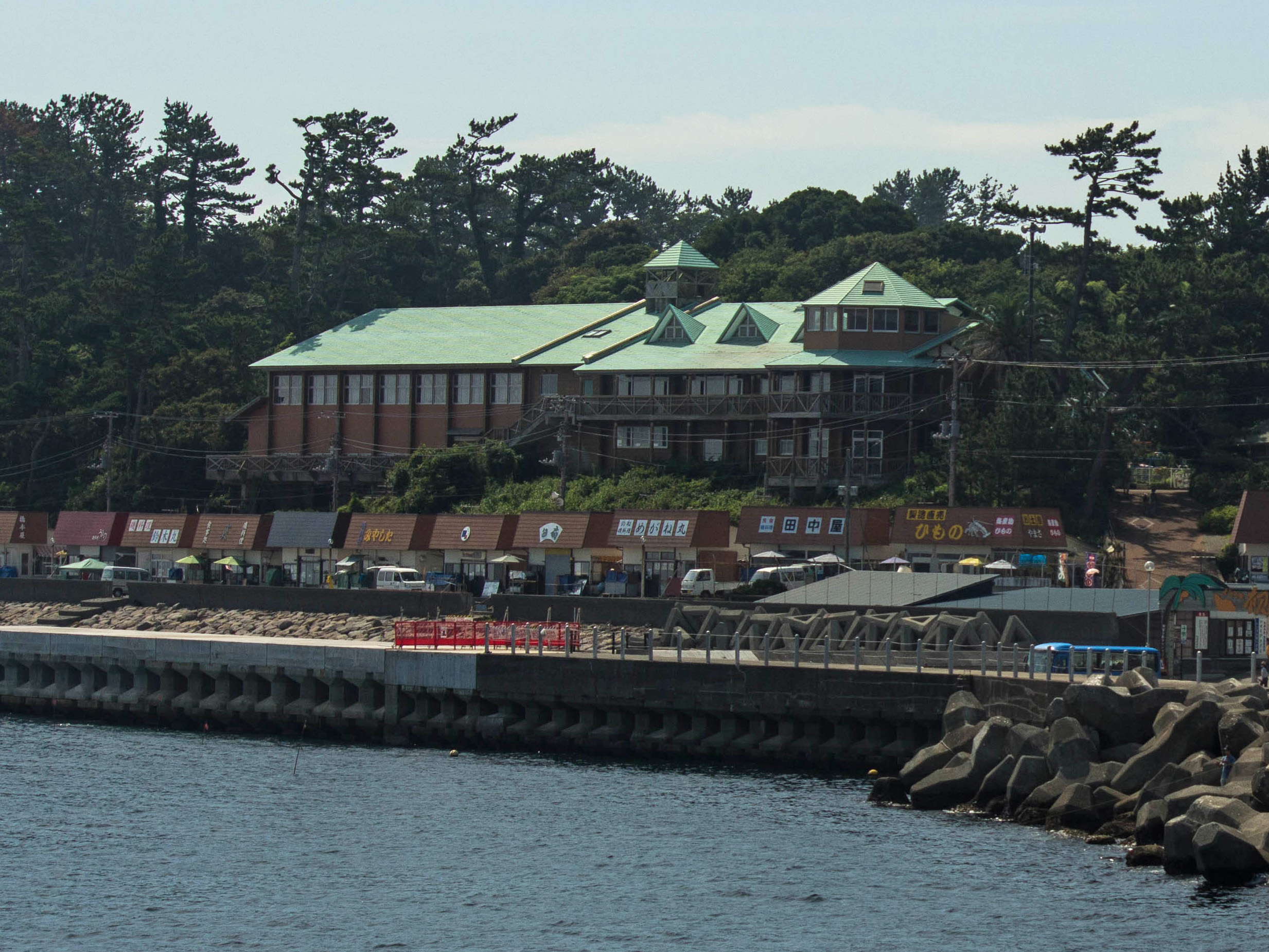
初島小中学校

### 行政
- 島内に熱海市立初島小中学校がある。校歌「地球の丸さを知る子供たち」は1980年（昭和55年）に伊東市在住の阿久悠が作詞、三木たかしが作曲している。
- 各種選挙の際には荒天による船舶の欠航を考慮して、一日繰り上げて投票が実施される。
- 島内の環境保護のために空き缶デポジットが実施されている。

### インフラ

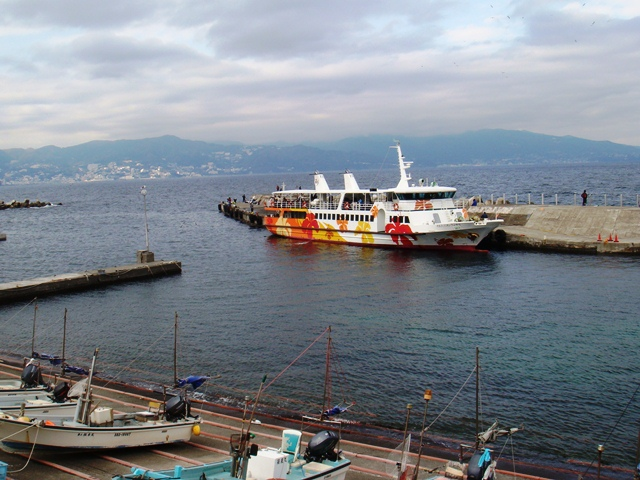
定期船。奥は本土で、左に熱海市街、右に箱根火山の山体。

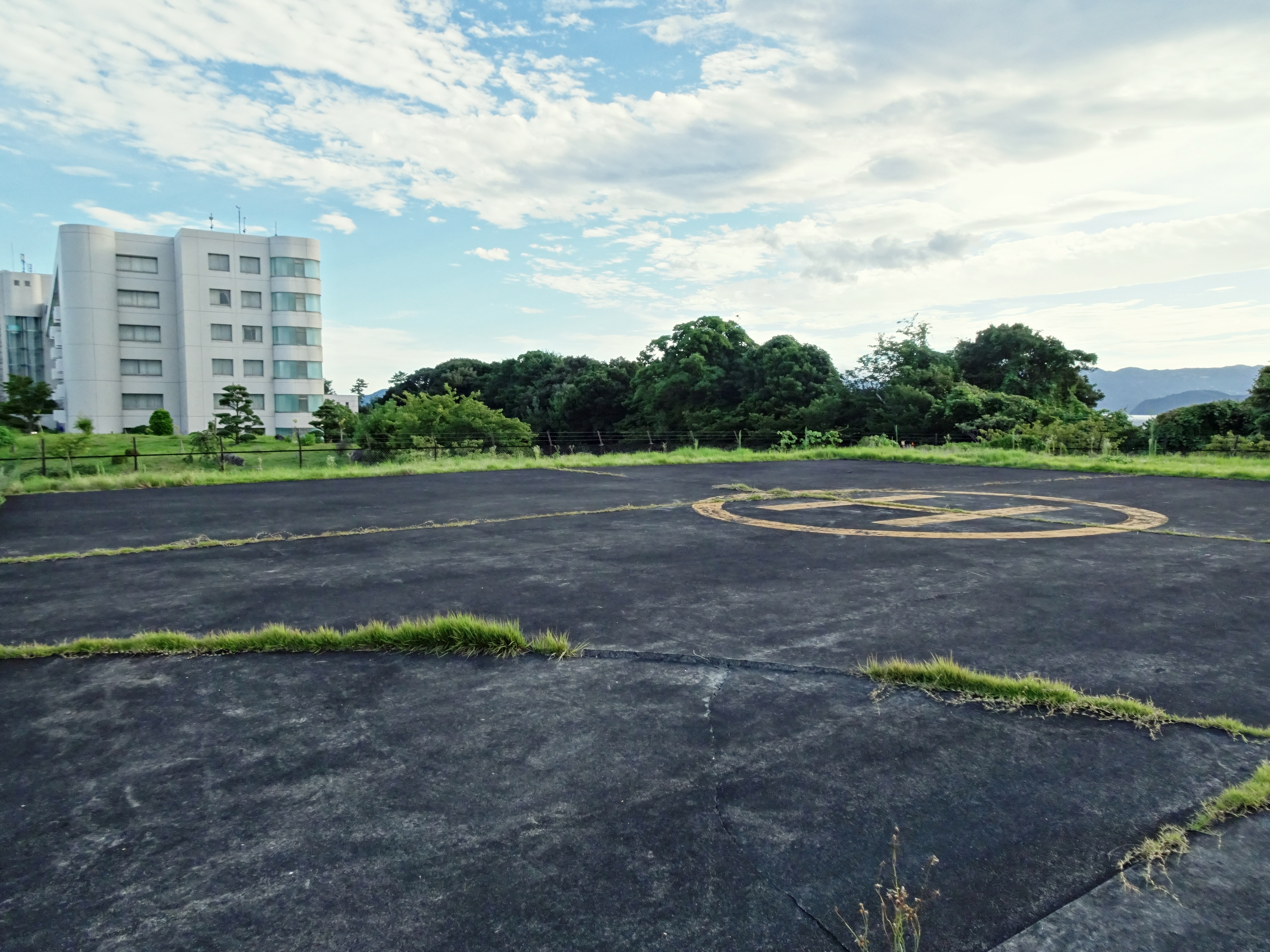
初島ヘリポート。後方の建物はXIV初島クラブ

- 電気や上水道、温泉は伊豆半島からの海底ケーブル、パイプで運ばれる。2003年（平成15年）4月に送電用の海底ケーブルが破損し、ゲリラや敵対国（地域）などの工作員による切断も疑われるなど様々な疑惑や憶測を呼んだが、その後の調査ではケーブルの老朽化による破断と結論した。ケーブルが復旧するまでのあいだ、東京電力は発電機と燃料を船で輸送し対応した。
- 携帯電話はドコモ、au、ソフトバンクいずれも使用できるが、地形と基地局の数により電波が届かない場所がある[16]。Y!mobileのPHSは初島港およびエクシブ初島周辺でのみ使用できる。2022年には、KDDIがスターリンクを利用した基地局を電波状態が悪い場所に設置した[17][16]。
- 常設の病院・診療所はなく、週一日熱海から医師がやってくるのみ。緊急時にはヘリポートを利用。ヘリコプターが飛べない荒天時の急患は船で熱海に移され、熱海港から救急車で搬送される。
- 銀行・郵便局は無い。ATMはJFマリンバンクのものが1か所ある。ポストは島内に1つあり、ゆうパック・宅急便は初島漁業協同組合で受け付けている。

#### 交通
富士急行（富士急マリンリゾート）が熱海港からの定期航路を開設している。2019年（平成31年）3月までは伊東港からの定期航路もあった。
島内にヘリポートがあり、ヘリコプターのチャーターも可能。東京ヘリポートから初島まで約30分。料金は1機（3名まで）で20万円弱。
島内道路のほとんどが舗装されており、軽自動車を使う島民もいるが、航路がカーフェリーではないので本土から観光客が自動車を持ち込むことは不可能である。

## 熱海テレビ・ラジオ中継局

### 概要
- 当島には在静テレビ・FMラジオ局および静岡放送ラジオの熱海中継局が置かれ、熱海市や周辺地域へ電波を発射している。
- NHK静岡放送局ラジオ第1放送の熱海中継局については、NHK熱海ラジオ中継局を、錦ヶ浦から移転したコミュニティFM放送「エフエム熱海湯河原」の送信所については、当該項を参照の事。
- SBSは全国の民放では大分放送玖珠中継局に次いで2番目の、東日本の民放では初のUHFテレビ中継局である。（同日開局の三島中継局も同様。）[20]

### 中継局概要

#### デジタルテレビ放送
| リモコン キーID | 放送局名            | 物理 チャンネル | 空中線 電力 | ERP  | 放送対象地域 | 放送区域 内世帯数 | 偏波面   | 運用開始日    |
| --------------- | ------------------- | --------------- | ----------- | ---- | ------------ | ----------------- | -------- | ------------- |
| 1               | NHK静岡 総合        | 33              | 10W         | 140W | 静岡県       | 約4万4100世帯     | 水平偏波 | 2007年9月28日 |
| 2               | NHK静岡 教育        | 13              | 10W         | 140W | 全国         | 約4万4100世帯     | 水平偏波 | 2007年9月28日 |
| 4               | SDT 静岡第一テレビ  | 29              | 10W         | 140W | 静岡県       | 約4万4100世帯     | 水平偏波 | 2007年9月28日 |
| 5               | SATV 静岡朝日テレビ | 14              | 10W         | 140W | 静岡県       | 約4万4100世帯     | 水平偏波 | 2007年9月28日 |
| 6               | SBS 静岡放送        | 15              | 10W         | 140W | 静岡県       | 約4万4100世帯     | 水平偏波 | 2007年9月28日 |
| 8               | SUT テレビ静岡      | 17              | 10W         | 140W | 静岡県       | 約4万4100世帯     | 水平偏波 | 2007年9月28日 |

#### AMラジオ放送

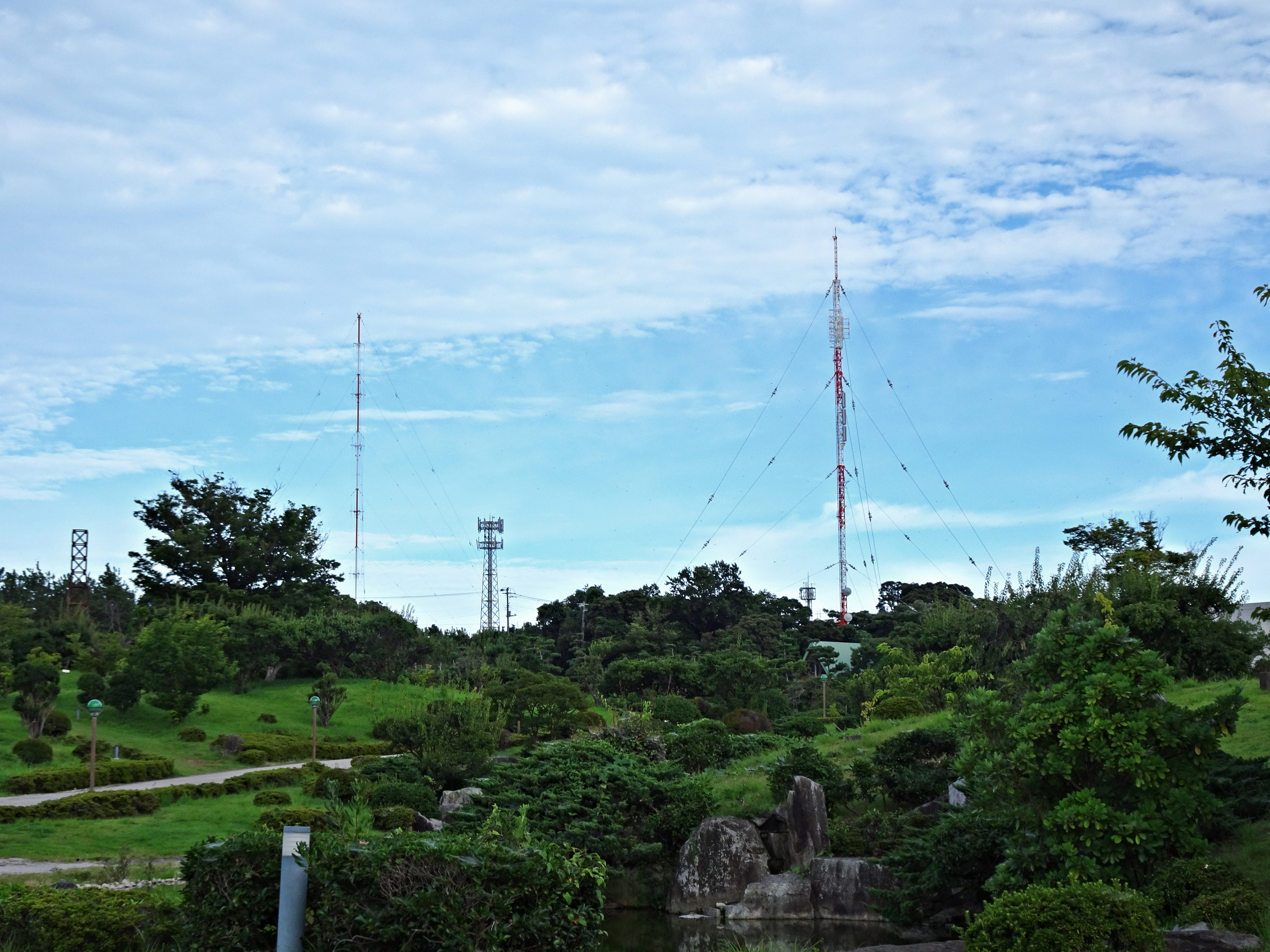
島の中央部に設置されたSBSの送信塔

| 放送局名     | 周波数 （kHz） | 空中線 電力 | 放送対象地域 | 放送区域 内世帯数 | 運用開始日 |
| ------------ | -------------- | ----------- | ------------ | ----------------- | ---------- |
| SBS 静岡放送 | 1557           | 100W        | 静岡県       | 約-世帯           | 1962年9月  |

#### FMラジオ放送
| 放送局名               | 周波数 （MHz） | 空中線 電力 | ERP  | 放送対象地域 | 放送区域 内世帯数 | 運用開始日 |
| ---------------------- | -------------- | ----------- | ---- | ------------ | ----------------- | ---------- |
| K-MIX 静岡エフエム放送 | 83.0           | 100W        | 220W | 静岡県       | 約-世帯           | -          |
| NHK静岡 FM             | 84.2           | 100W        | 220W | 静岡県       | 約-世帯           | -          |

### 廃止された局の概要

#### アナログテレビ放送
| チャンネル | 放送局名            | 空中線 電力       | ERP                  | 放送対象地域 | 放送区域 内世帯数 | 偏波面   | 運用開始日      |
| ---------- | ------------------- | ----------------- | -------------------- | ------------ | ----------------- | -------- | --------------- |
| 39         | SDT 静岡第一テレビ  | 映像100W/ 音声25W | 映像1.15kW/ 音声280W | 静岡県       | 約-世帯           | 水平偏波 | 1980年 7月23日  |
| 41         | SATV 静岡朝日テレビ | 映像100W/ 音声25W | 映像1.15kW/ 音声280W | 静岡県       | 約-世帯           | 水平偏波 | 1980年 7月23日  |
| 43         | SUT テレビ静岡      | 映像100W/ 音声25W | 映像1.4kW/ 音声350W  | 静岡県       | 約-世帯           | 水平偏波 | 1977年 5月20日  |
| 45         | SBS 静岡放送        | 映像100W/ 音声25W | 映像1.15kW/ 音声280W | 静岡県       | 約-世帯           | 水平偏波 | 1963年 12月30日 |
| 47         | NHK静岡 総合        | 映像100W/ 音声25W | 映像1.45kW/ 音声370W | 静岡県       | 約-世帯           | 水平偏波 | 1963年 12月30日 |
| 49         | NHK静岡 教育        | 映像100W/ 音声25W | 映像1.45kW/ 音声370W | 全国         | 約-世帯           | 水平偏波 | 1963年 12月30日 |

### 放送エリア

#### デジタルテレビ放送
- 熱海市および伊東市の各一部、約1万4100世帯。

#### AM・FMラジオ放送
- 熱海市、伊東市の一部[28]など。

#### アナログテレビ放送
- 熱海市および伊東市の各一部地域をカバーしていた。

### 歴史
- 1962年9月 - 「SBS熱海ラジオ中継放送所」開局。
- 1963年12月30日 - 「NHK熱海テレビ中継局」「SBS熱海テレビジョン中継局」開局。
- 1977年5月20日 - 「SUT熱海テレビジョン中継放送所」開局。
- 1980年7月23日 - 「SATV・SDT熱海テレビジョン中継放送所」開局。
- 2007年
  - 8月24日 - デジタルテレビ放送の予備免許を交付。
  - 9月27日 - デジタルテレビ放送の本免許を交付。
  - 9月28日 - デジタルテレビ放送の本放送を開始。
- 2011年7月24日 - 正午でアナログテレビ放送が終了し、デジタルテレビ放送に完全移行した。

## 登場する作品
文庫本
- 『熱海初島殺人事件』（島田一男）徳間文庫、1994年（平成6年）。
- 『うず潮』（林芙美子）講談社文芸文庫、1995年（平成7年）。

テレビ
- 『キイハンター』第126話（TBS）、【走れ！金塊ヨット真夏の海を】、1970年8月29日。
- 第175話（TBS）、【真夏の海底黄金大作戦】、1971年8月7日。
- 『バーディ大作戦』第11話（TBS）

- 『夜明けの刑事』第24話（TBS）、【ふるさとの母に向って走れ！】1975年3月12日。
- 『ストロベリーナイト』第7話 第8話（フジテレビ）【悪しき実】2012年
- 『着飾る恋には理由があって』第7話（TBS）【故郷でまさかの展開に･･･!?】2021年6月 - 主演の川口春奈（真柴くるみ役）の故郷として実名で登場[29]。
- 『run for money 逃走中』2022年8月28日（フジテレビ）